# Burkhanismo

Il territorio dell'odierna Repubblica dell'Altaj all'interno della Russia, corrispondente alla precedente regione del Gorno-Altaj in cui nacque e si sviluppò il burkhanismo.

Il burkhanismo, chiamato anche Ak Jang (in altai Ак јаҥ), è un nuovo movimento religioso che sorse tra i popoli indigeni della regione russa (okrug) del Gorno-Altaj tra il 1904 e gli anni 1930. La Russia zarista era sospettosa del potenziale del movimento di fomentare il malcontento dei nativi e la possibile intromissione di potenze esterne. Le autorità sovietiche alla fine lo soppressero per timore del suo potenziale di unificare i popoli turchi siberiani sotto un nazionalismo comune.
Originariamente millenarista, carismatico e antisciamanico, il movimento burkhanista perse gradualmente molte di queste qualità, diventando sempre più routinario, istituzionalizzato (intorno a una gerarchia di cantori epici orali) e accondiscendente con la preesistente religione tradizionale altaica. Esiste ancora oggi in varie forme recuperate.
Nel complesso, il movimento burkhanista si dimostrò un fenomeno sincretista che combinava elementi di antiche credenze presciamaniche, sciamaniche, lamaiste e cristiano-ortodosse. Secondo la professoressa Liudmila Šerstova dell'Università statale di Tomsk, esso emerse in risposta ai bisogni di un nuovo popolo, gli Altaj-kizhi o Altaici, che cercavano di distinguersi dalle tribù vicine e affini e per i quali il burkhanismo diventò una forma religiosa della loro identità etnica.

## Origini del nome
Una delle divintà burkhaniste è Ak-Burkhan, o "Burkhan bianco". Burkhan significa "dio" o "buddha" nelle lingue mongole, anche se il burkhanismo non è considerato buddhista, poiché il termine si usa anche nella nomenclatura sciamanica. Per esempio, nello sciamanesimo mongolo, anche il nome della montagna più sacra, ritenuta il luogo di nascita e di riposo finale di Genghis Khan, è Burkhan Khaldun. Ak-Burkhan è soltanto uno del pantheon di divinità venerato dai burkhanisti (vedi lista sotto), ma nondimeno Ak-Burkhan fornisce il nome della religione in russo, e da lì in altre lingue.
Il nome altaico per la religione è Ak Jang ("fede bianca"). "Bianca" si riferisce alla sua enfasi sul mondo superiore (nella cosmologia dei tre mondi del tengrismo turco e mongolo). Alternativamente, il nome può anche alludere al rifiuto dell'Ak Jang dei sacrifici animali in favore di offerte di latte di cavallo o di alcol prodotto da quest'ultimo. Jang significa autorità, fede, usanza, legge o principio, e canone o insieme di regole. In contesti più colloquiali, il termine può essere usato anche per esprimere "il modo di fare le cose" e si usa in riferimento sia alle religioni che ai sistemi politici.

## Inizio

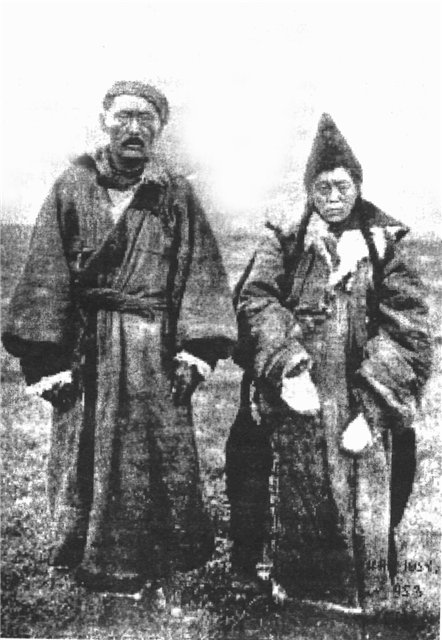
Chet Chelpan e sua moglie Kul

Nell'aprile 1904 Chet Chelpan (o Chot Chelpanov) e sua figlia adottiva Chugul Sarok Chandyk riferirono di visioni di un cavaliere vestito di bianco che cavalcava un cavallo anch'esso bianco. Questa figura, che chiamarono Ak-Burkhan ("burkhan bianco"), annunciò secondo loro l'imminente arrivo del mitico eroe messianico Oirat Khan, che era in effetti una figura storica reale, il principe khoide-oirato Amursana. Liudmila Šerstova, la figura centrale nelle ricerche sul burkhanismo degli ultimi quarant'anni, tuttavia, ha dimostrato che Oirat Khan è un'immagine mitologica del passato zungaro del popolo dell'Altaj-kizhi.
Chet e Chugul radunarono migliaia di Altaici per incontri di preghiera, inizialmente nella valle di Tereng. Questi furono soppressi violentemente da folle di Russi, istigati dalla Missione spirituale altaica, che temeva che il potenziale della religione riducesse il gregge cristiano ortodosso nella regione dell'Altaj. Chet e Chugul furono arrestati, Chugul fu rilasciata quasi subito, mentre dopo un lungo processo Chet fu completamente scagionato dsl tribunale e rilasciato nel 1906, dopo che fu dimostrato che la loro religione non era una minaccia per il governo zarista.
Il ricercatore Andrei A. Znamenski (vedi articolo sotto) confronta il movimento burkhanista con altri movimenti di rinascita indigena nel mondo, come quelli della danza degli spettri dei Nativi americani o del culto del cargo melanesiano. Una trattazione estremamente dettagliata dei confronti e della comparabilità del burkhanismo con il culto del cargo melanesiano, i mennoniti, i doukhobory della Georgia, i mariitsy di Nizhnii Novgorod, e molti altri movimenti, è fornita nella dissertazione della Šerstova degli anni 1980.
Znamenski afferma che la motivazione principale era il timore degli Altaici dello spostamento da parte dei coloni russi (russificazione) e dell'assoggettamento alla tassazione e al servizio militare al pari di tutti i contadini russi.
Andrei Vinogradov (tesi collegata sotto) considera il burkhanismo un tipico schema di mobilitazione nomade turco-mongola, mirante ad unire famiglie e clan (seok) in un impero della steppa (che in questo caso non arrivò mai a materializzarsi). La venerazione burkhanista degli eroi dei poemi epici orali assolverebbe la stessa funzione accentratrice della venerazione di altri eroi divini come Gesar, Manas e Genghis Khan. Come tale costituirebbe un aspetto importante della religione turco-mongola, distinta dalla sciamanesimo.
Dopo l'arresto di Chet and Chugul, Tyryi Akemchi giunse a diventare il più eminente iarlikchi e aiutò ad organizzare il movimento. Essendo stato esposto al buddhismo durante gli anni trascorsi come traduttore in Mongolia, Tyryi aggiunse ornamenti buddhisti ai rituali burkhanisti, come le campane. In meno di un decennio, la maggioranza della popolazione altaica si era unita alla nuova fede.
Nel 1918 Gregorii Choros-Gurkin e altri capi altaici dichiararono la formazione del cosiddetto "Comitato regionale del Karakorum" (Karakorumkaia Okruzhnaia Uprava), con l'obiettivo di stabilire una "Repubblica Oirata". Questa era destinata a includere non solo l'Altaj ma anche le vicine repubbliche di Tuva e Khakassia. Il comitato fu sciolto forzatamente con l'arrivo al potere dei bolscevichi nel 1921.

## Divinità

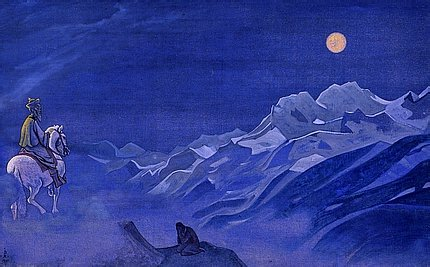
Oirat - Messaggero del Burkhan bianco, di Nicholas Roerich.

Il burkhanismo accetta i "tre mondi" della tradizione mongola e turca. Questi sono il mondo superiore, medio e inferiore, in altre parole il cielo, la terra e l'oltretomba. Tuttavia, rifiuta la venerazione delle divinità tradizionali associate all'oltretomba e, inoltre, importa molte figure del patrimonio epico orale altaico nell'adorazione del culto, figure che non erano venerate nella parte "sciamanica" della religione altaica.
Uch Kurbustan: "Uch" significa "tre" nelle lingue turche, mentre "Kurbustan" viene dal sogdiano Khormazta (e questo a sua volta dall'avestico Ahura Mazdā). È, pertanto, un dio trino. Pur essendo giunti attraverso epopee orali, Uch Kurbustan è uno spirito generalizzato nella regione piuttosto che essere un eroe di queste storie con una personalità definita. Potrebbe essere analogo al dio supremo turco-mongolo Tengri ("cielo/paradiso").
Piuttosto che essere un'importazione dal buddhismo, dal cristianesimo o dall'islam turco, è probabile che questa particolare trinità sia stata ispirata da altri dei ed eroi trini della cultura turca (a volte sotto forma di un dio con tre figli). Uch Kurbustan è collegato ai seguenti tre eroi messianici, anch'essi del patrimonio epico orale altaico:
Oirat o Galden-Oirat: antenato mitologico dei Mongoli occidentali. Una combinazione / vaga reminiscenza storica di un certo numero di capi mongoli occidentali reali del XVII secolo circa tra cui Galdan Tseren.
Amursana: leggendario condottiero khoide-oirato che fuggì dal territorio cinese in Russia dopo la distruzione della Zungaria nel 1756 ad opera dei Qing.
Shunu ("Lupo"): la versione altaica di Asena, l'antenato totemico lupino riconosciuto da vari popoli turchi.
Gli dei del mondo superiore, o aru tos ("antenati puri"), sono considerati frammenti o emanazioni di Uch Kurbustan. Il burkhanismo li designa come Burkhani. Tra loro vi sono:
Ak-Burkhan ("Burkhan bianco): raffigurato come un vecchio con i capelli, la giacca e il copricapo bianchi, che cavalca un cavallo anch'esso bianco. Probabilmente analogo al "vecchio bianco" mongolo, Tsagan Ebugen. Un simbolo di buona fortuna.
Jajyk: uno spirito mediatore informe, assiste nella comunicazione tra umani e dei. Vinogradov lo paragona allo Spirito Santo. Gli Altaici distinguono tra un Ak-Jajyk ("Jajyk bianco") che porta messaggi agli dei del mondo superiore, e un Sary-Jajyk ("Jajyk giallo") che fa lo stesso per gli dei del mondo medio ed è identificato con il fuoco del focolare.
Umai: la dea delle nascite e dei bambini. Altre tradizioni turche (ma non quella altaica) ne fanno la consorte del dio supremo Tengri e quindi la figura materna primordiale.
Ot-ene: la "Madre del fuoco", venerata prima di ogni sacrificio, ma specialmente durante uno dei tre principali festival burkhanisti.
Gli dei del "mondo medio" (le sfere familiari della natura e degli affari umani) includono numerosi spiriti locali, come quelli associati alle montagne (taika-eezi) o sorgenti (arzhans) o "signori della caccia". Possono anche essere associati a particolari clan (seok). Quelli più generali includono:
Altai-eezi, il "Signore dell'Altaj": una sorta di genius loci, adattato per adeguarsi alla coscienza nazionale altaica.
Ul'gan: un antenato spirituale di vari clan altaici. In origine era un nome proprio che si generalizzò. Alcune fonti descrivono Ul'gan come il creatore dell'universo nella teologia burkhanista, il che è probabilmente un equivoco.
Storicamente, il burkhanismo rifiutava gli dei tradizionali dell'oltretomba, in particolare Erlik (Yerlik), il suo capo. Questo rifiuto è strettamente legato al rifiuto nel burkhanismo dello sciamanesimo altaico e alla sua conseguente elevazione dei cantori orali epici (yarlikchi). In questo caso in particolare parlando di "sciamani" si fa riferimento ai manjaktu kam, ossia gli specialisti "portatori delle vesti" che comunicano con gli dei dell'oltretomba. Entrambi i rifiuti provengono probabilmente dalla tradizione orale epica, che presentava spesso gli sciamani come criminali.

## Pratiche
- Bruciatura di ginepro (archyn) per benedire, purificare o curare.
- Altari nelle case o nelle colline (kure o murgul), con candele e offerte di latte.
- Erezione di cippi (oboo).
- Recitazione / composizione / promozione di epopee orali.
- Divinazione e controllo del clima.
- Mostra di nastri o bandierine bianchi o gialli (legati ad alberi o corde, o pendenti dalla parte posteriore del copricapo).
- Preghiera in piedi, con le mani alzate; o con prostrazioni.
- Celebrazione di festival:
  - Shuten o Murgul: festival semiannuale (primavera e autunno) dedicato a Uch Kurbustan
  - Chok o Jajyk Choktor: festival autunnale dedicato ai jajyks
  - Ot Takyr: dedicato a Ot-Ene

Alcune fonti parlano di una lista di "venti comandamenti" per il burkhanismo, ma le evidenze sono scarse. Alcol e tabacco erano proscritti al principio.
Chugul giunse ad essere venerato come principale recettore del messaggio originale. Lo stesso non avvenne per Chet, sebbene entrambi fossero appellati con titoli onorifici.

## Burkhanisti famosi
Grigorii Choros-Gurkin, un pittore paesaggista sovietico e capo del Comitato esecutivo del Karakorum.

## Burkhanismo oggi
Il pittore russo Nicholas Roerich e sua moglie Helena Roerich attraversarono l'Altaj nel 1926 e Nicholas dipinse l'opera Oirat - Messaggero del Burkhan bianco, basandosi sulla sua interpretazione del movimento. Curiosamente il titolo del dipinto sembra un'interpretazione erronea della teologia: in realtà è il Burkhan bianco che è il messaggero di Oirat. I seguaci di Agni Yoga, un movimento esoterico fondato dai Roerich, hanno incoraggiato una recente rinascita dell'interesse per il burkhanismo tra i non Altaici. Allo stesso tempo insistono sulla relazione con il buddhismo tibetano e la venerazione del Monte Belucha, elementi che non si trovavano nel burkhanismo tradizionale. 
Un certo numero di organizzazioni restauratrici emersero durante gli anni novanta, soprattutto come tentativi di formulare e preservare un'identità etnonazionalista altaica. A questo fine molti di loro hanno optato per riconsiderare la controversia iniziale del burkhanismo con lo sciamanesimo e il buddhismo. I principali movimenti e i loro fondatori sono:
Ak Jang (Altaichy Sanashkin)
Ak Sanaa (Dzhana Alekseeva)
Teneri (Nina Antonova e Danil Mamyev)
Ak Suus (Nikolai Shodoev)
Ak Jang (Sergei Kysnev)
Agaru Jan (senza capo specifico)